# كريستيانا غيريلي
كريستينا كيريلي (بالإيطالية: Cristiana Girelli): من مواليد 23 أبريل 1990 مهاجمة كرة القدم إيطالية. وتلعب حاليا لنادي أي سي إف بريشا، حيث أنضمت لهذا الفريق في عام 2013 بعد 8 مواسم مع فريق سي إف باردولينو في دوري الدرجة الأولى الإيطالي  وكانت الهداف الخامس لموسم 2010-2011 مع 16 هدفا. وهي ضمن منتخب إيطاليا الرسمي للسيدات.

## روابط خارجية
- كريستيانا غيريلي على موقع الاتحاد الدولي (مؤرشف)  (الإنجليزية)
- كريستيانا غيريلي على موقع الاتحاد الأوربي (الإنجليزية)
- كريستيانا غيريلي على موقع قاعدة بيانات كرة القدم.إي يو (الإنجليزية)
- كريستيانا غيريلي على موقع ليكيب (الفرنسية)
- كريستيانا غيريلي على موقع Soccerway.com (الإنجليزية)
- كريستيانا غيريلي على موقع عالم كرة القدم.نت (الإنجليزية)